# Spoorlijn Unkel - aansluiting Kripp
De spoorlijn Unkel - aansluiting Kripp was een Duitse spoorlijn in Rijnland-Palts en was als spoorlijn 3009 onder beheer van DB Netze.

## Geschiedenis
Het traject werd door de Deutsche Reichsbahn tijdens de Eerste Wereldoorlog aangelegd bij de plaats Remagen, op aandringen, in 1916, van Duitse generaals, om zodoende meer troepen en oorlogsmaterieel naar het westelijk front te kunnen vervoeren. Het traject werd vanwege vertragingen echter pas geopend op 1 september 1919.
Een kenmerkend onderdeel van het traject is de na de Tweede Wereldoorlog beroemd geworden Ludendorffbrug, ontworpen door architect Karl Wiener uit Mannheim en genaamd naar generaal Erich Ludendorff. De brug was 325 meter lang, stak 14,8 meter boven normale waterpeil uit en was op het hoogste punt 29,25 meter hoog. De brug droeg twee spoorlijnen en een loopbrug.
Tijdens de Slag om Remagen werd deze brug op 7 maart 1945 intact ingenomen door de Amerikaanse 9e Pantserdivisie. Na diverse mislukte pogingen van de Wehrmacht om de brug te vernietigen, stortte de getergde en zwaar belaste brug op 17 maart 1945 alsnog in, waarbij minstens 30 Amerikaanse soldaten de dood vonden.
Na de Tweede Wereldoorlog is nooit serieus overwogen het traject weer in gebruik te nemen, aangezien de noodzaak ervoor niet langer bestond. In de zomer van 1976 werden de overgebleven pijlers in de Rijn opgeblazen.
Thans resteren alleen de bruggenhoofden en aansluitend de (afgesloten) Erperler Ley tunnel, welke soms nog voor culturele manifestaties gebruikt wordt.

## Aansluitingen
In de volgende plaatsen is of was er een aansluiting op de volgende spoorlijnen:
Unkel
DB 2324, spoorlijn tussen Mülheim-Speldorf en Niederlahnstein
aansluiting Viktoriaberg
DB 3008, spoorlijn tussen de aansluiting Viktoriaberg en de aansluiting Hellenberg
aansluiting Kripp
DB 2630, spoorlijn tussen Keulen en Bingen

## Galerij

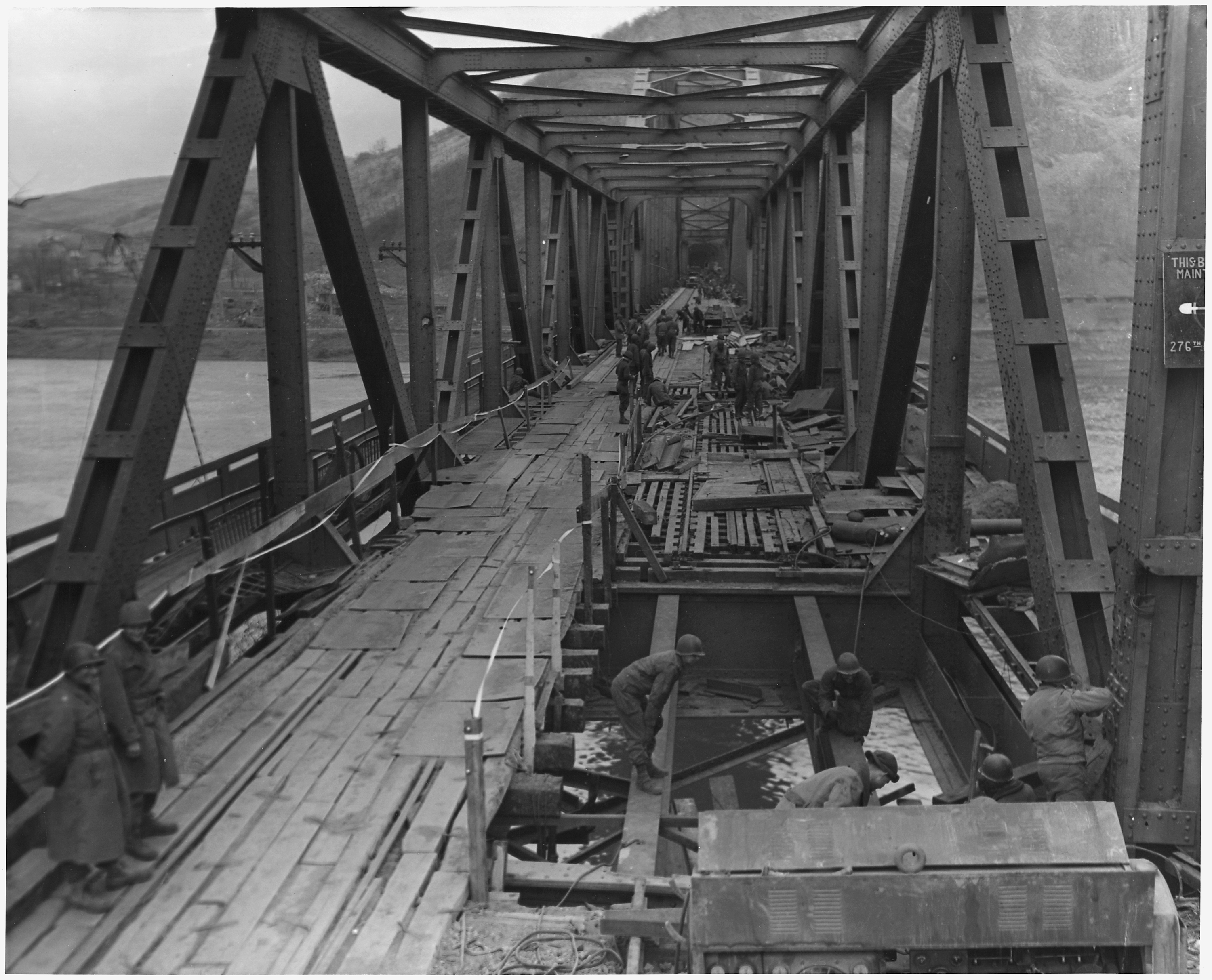
Brug in 1945
Amerikaanse soldaten steken de brug over
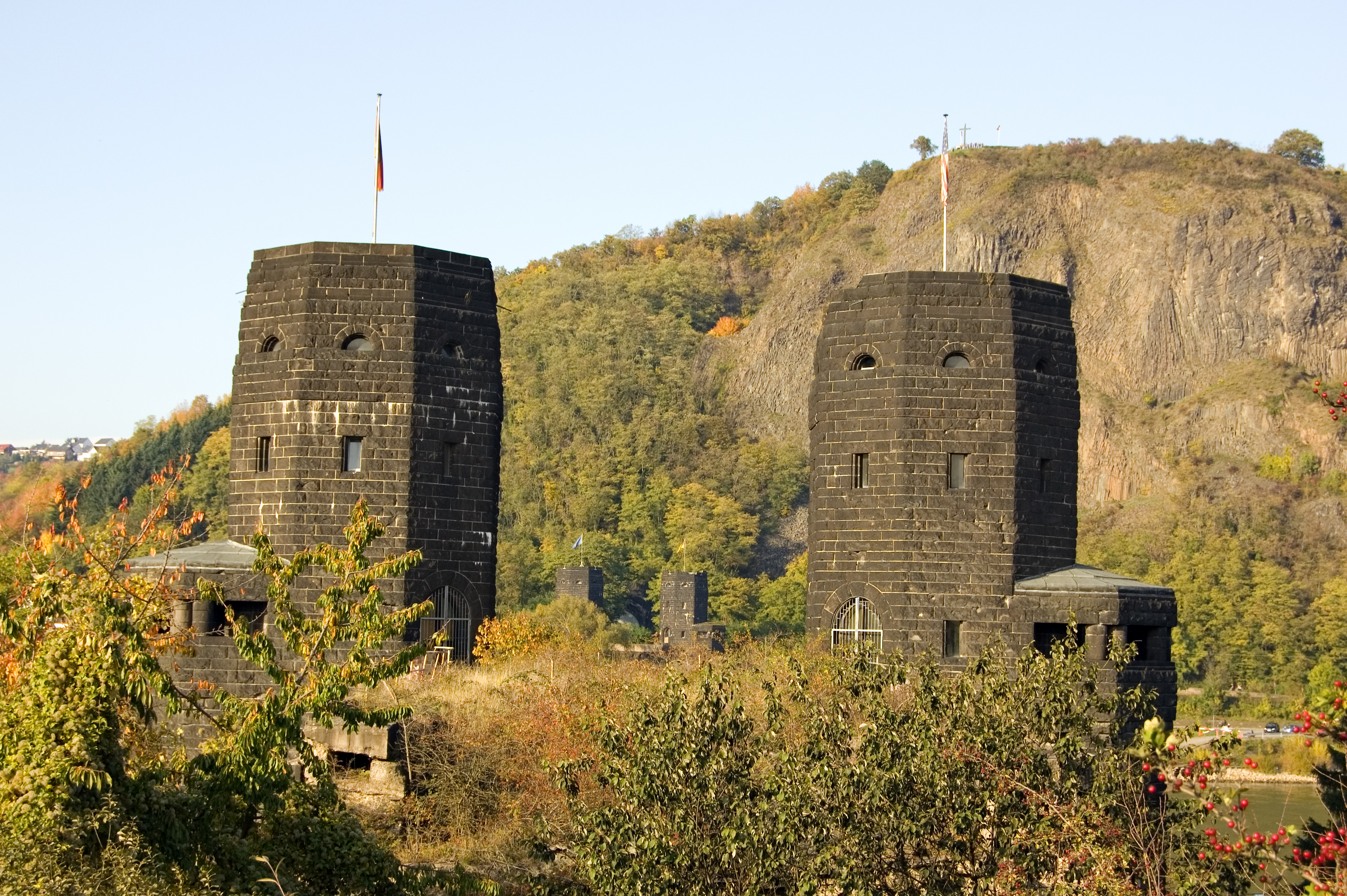
Overblijfselen op de westoever
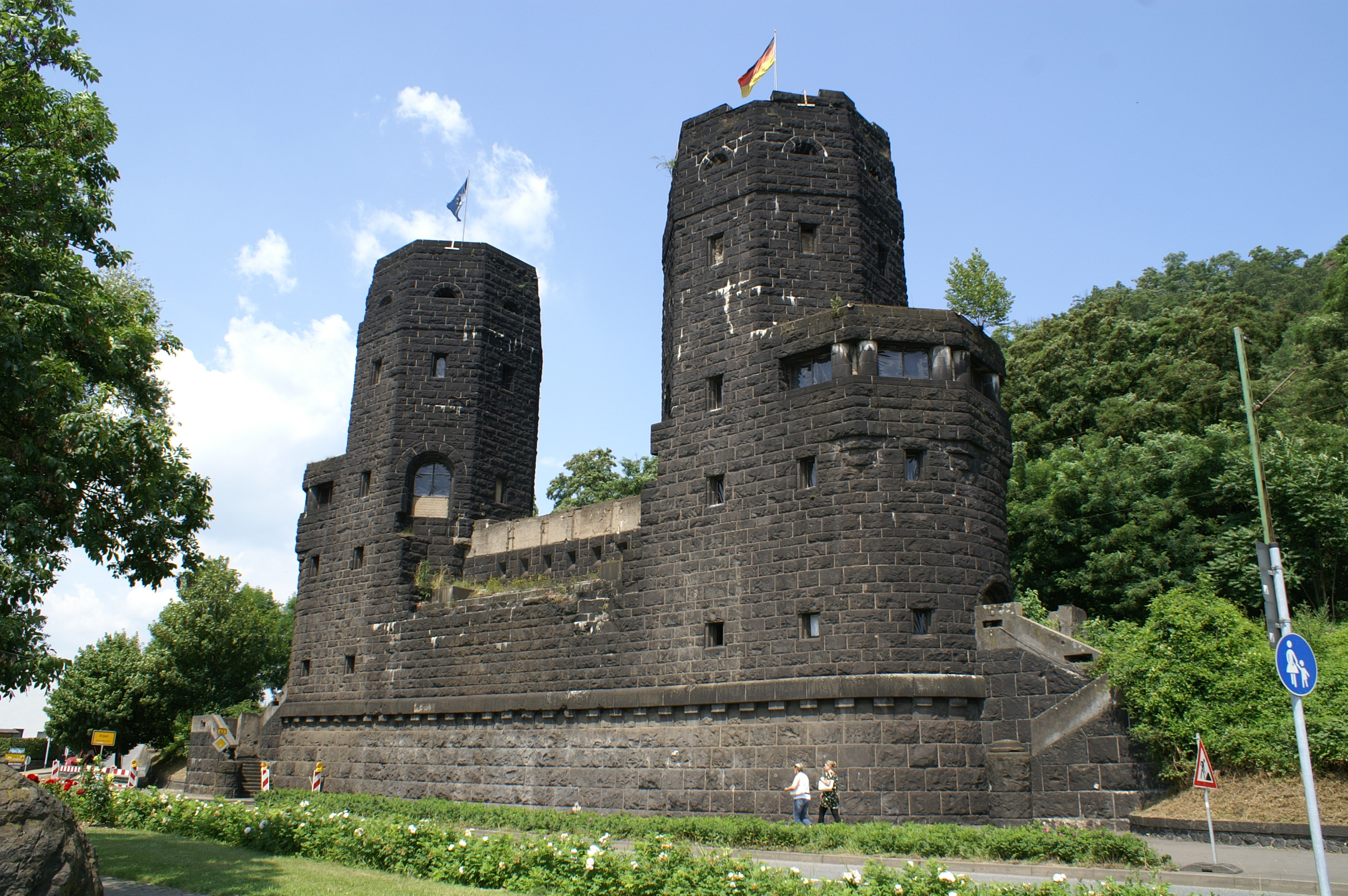
Overblijfselen op de oostoever